# پرویز شفیع‌زاده
پرویز شفیع‌زاده (زاده ۳۰ تیر ۱۳۱۷ - تهران) بازیگر سینما اهل ایران است.

## فعالیت
* در چشم باد (۱۳۸۷)
- حرکت اول (۱۳۸۷)
- دختر میلیونر (۱۳۸۵)
- شام عروسی (۱۳۸۴)
- زیر آسمان شهر (۱۳۸۰)
- ازدواج غیابی (۱۳۷۹)
- بادام‌های تلخ (۱۳۷۸)
- محاکمه (مجموعه تلویزیونی) (۱۳۷۸–۱۳۷۷)
- معصوم (۱۳۷۷)
- قاصدک (۱۳۷۵)
- نابخشوده (۱۳۷۵)
- حادثه در کندوان (۱۳۷۴)
- شیرین و فرهاد (۱۳۷۴)
- چهارشنبه عزیز (۱۳۷۱)
- طعمه (۱۳۷۱)
- مریم و می تیل (۱۳۷۱)
- مستأجر (۱۳۷۱)
- انفجار در اتاق عمل (۱۳۷۰)
- برخورد (۱۳۷۰)
- ابلیس (۱۳۶۹)
- آخرین پرواز (۱۳۶۸)
- پرواز پنجم ژوئن (۱۳۶۸)